# Милан — Сан-Ремо 2021
112-й выпуск  Милан — Сан-Ремо — шоссейной однодневной велогонки по дорогам Италии. Гонка прошла 20 марта 2021 года в рамках Мирового тура UCI 2021 (категория 1.UWT).. Победу одержал бельгийский велогонщик Яспер Стёйвен.

## Участники
В гонке приняло участие 25 команд. Автоматически приглашения на гонку получили 19 команд категории UCI WorldTeam и лучшая UCI ProTeam команда прошлого сезона Alpecin-Fenix. Также организаторы пригласили ещё 5 команд категории UCI ProTeam. Всего на старт соревнования вышли 175 гонщиков. До финиша доехало 169.
| UCI WorldTeams (19)- AG2R Citroën Team - Astana-Premier Tech - Bahrain Victorious - Bora-Hansgrohe - Cofidis - Deceuninck-Quick Step - EF Education-Nippo - Groupama-FDJ - Ineos Grenadiers - Intermarché-Wanty-Gobert Matériaux - Israel Start-Up Nation - Jumbo-Visma - Lotto Soudal - Movistar Team - Team BikeExchange - Team DSM - Trek-Segafredo - Qhubeka Assos - UAE Team Emirates UCI ProTeams (6)- Androni Giocattoli-Sidermec - Alpecin-Fenix - Bardiani CSF Faizanè - Arkéa-Samsic - Total Direct Énergie - Team Novo Nordisk |
| |

## Маршрут
Милан — Сан-Ремо — одна из пяти классических гонок шоссейного велоспорта, которая обычно считается классикой спринтеров, — одна из самых рейтинговых гонок в профессиональном велоспорте. Гонка 2020 года, которая была перенесена на начало августа из-за пандемии COVID-19 в Италии, претерпела несколько изменений маршрута, поскольку местные власти нескольких прибрежных городов хотели тогда сохранить дороги открытыми во время туристического сезона. Однако возвращение к своей обычной дате в конце марта привело к тому, что гонка 2021 года вернулась к более традиционному маршруту. Несмотря на это, Пассо дель Туркино всё ещё оставалось вне маршрута, так как оползень в октябре 2019 года сделал дорогу над подъёмом непроходимой, и предполагалось, что ремонт продолжится до апреля 2021 года. На его место организаторы гонки добавили более мягкий Colle del Giovo. Это участок в последний раз включался в 2002 году с вершиной на высоте 518 метров. Это место является самой высокой точкой в гонке, хотя его расположение примерно за 130 километров до финиша вряд ли является главной точкой перелома гонки.
Гонка началась с традиционного старта в Милане, столице итальянского региона Ломбардия. Маршрут прошёл в юго-западном направлении через Ломбардию и юго-восточный Пьемонт к побережью, проходя через Павию, Тортону и Акви-Терме. Оттуда гонка направилась на юг, в Лигурию. Пройдя через Колле-дель-Джово путь пролегает к лигурийскому побережью вдоль Средиземного моря, которого спортсмены достигли, оставив позади 112 километров. Гонка продолжилась на запад вдоль побережья через Савону. Далее следует Тре Капи, начавшись чуть более чем за 50 километрах до финиша и закончившись примерно через 14 километров. С оставшимися 28 километрами гонка достигла подножия подъёма Чипресса (протяжённость 5,6 км, градиент средний 4,1 % и максимальный 9 %), где гонка традиционно начинает накаляться. На последних 10 километрах располагается Поджио (протяжённость 3,7 км, градиент средний 3,7 % и максимальный 8 %), который является последним препятствием и здесь обычной начинаются победные атаки. С его вершины на расстоянии 5,7 километра гонщикам предстоял короткий, но технический спуск перед ровным участком до финиша на Виа Рома в Сан-Ремо после 299 километров пути.

## До гонки
Трио лидеров по шоссейным гонкам: Жюлиан Алафилипп (Deceuninck-Quick-Step), победитель прошлого года Ваут ван Арт (Team Jumbo-Visma) и Матье ван дер Пул (Alpecin-Fenix), вышли на гонку в качестве главных фаворитов, показав последними выступлениями свою отличную форму. Все трое выиграли этапы на Тиррено — Адриатико, которая закончилась четырьмя днями ранее, причем Алафилипп выиграл один этап, а последние двое — по два. Кроме того, ван дер Пул ранее выиграл у Алафилиппа в Страде Бьянке, а ван Арт финишировал четвёртым. Достижения первых двух гонщиков, их высокие места, ещё больше способствовали их статусу фаворитов. В 2019 году Алафилипп победил, улучшив результат с третьего места в 2017 году, в то время как ван Арт финишировал шестым в своей первой попытке. В прошлогодней гонке ван Арт обошёл Алафилиппу, в то время как дебютант ван дер Пул финишировал 13-м.
Кроме ван Арта и Алафилиппа, в гонке приняли участие победители последних семи гонок, начиная с 2014 года. Это были: Александр Кристофф (UAE Team Emirates), Джон Дегенкольб (Lotto-Soudal), Арно Демар (Groupama-FDJ), Михал Квятковский (Ineos Grenadiers), Винченцо Нибали (Trek-Segafredo) и вышеупомянутые два последних победителя. Из первой пятёрки только Демаре был явным лидером или соперником в своей команде, в то время как Квятковски пользовался наибольшей популярностью среди остальных, некоторые из которых, как ожидалось, разделяли лидерство или работали на товарища по команде.
Из остальной части списка участников было несколько других заметных претендентов, многие из которых записали первые десять результатов в предыдущих заездах. Среди них были Оливер Насен и Грег Ван Авермет (AG2R Citroën Team), Петер Саган и Максимилиан Шахман (оба Bora-Hansgrohe), Давиде Баллерини и Сэм Беннетт (Deceuninck-Quick-Step), неопрофи Том Пидкок (Ineos Grenadiers), Калеб Эван и Филипп Жильбер (Lotto-Soudal), Сонни Кольбрелли и Матей Мохорич (Team Bahrain Victorious), Майкл Мэттьюс (Team BikeExchange) и другие. Джакомо Ниццоло (Team Qhubeka Assos), Яспер Стёйвен (Trek-Segafredo) и Маттео Трентин (UAE Team Emirates). Шахман и Беннетт были в хорошей форме после Париж — Ниццы, в котором первый выиграл общий зачёт, а второй выиграл два этапа. Саган, трехкратный чемпион мира по шоссейному велоспорту, надеялся, наконец, подняться на верхнюю ступень пьедестала почёта после того, как финишировал не менее 17-го места в десяти предыдущих попытках (включая два вторых места). Однако Саган вступил в гонку все ещё восстанавливаясь после COVID-19, проведя три недели на карантине в феврале после положительного теста на вирус. Между тем, Жильберт, на закате своей карьеры, надеялся выиграть в своей шестнадцатой попытке, которые включали пять лучших результатов в первой десятке и пару третьих мест. Если бы он сделал это, то стал бы четвёртым гонщиком в истории, выигравшим все пять монументов велоспорта, и присоединился бы к прославленной группе, в которую входили бельгийцы Роджер Де Влеминк, Эдди Меркс и Рик Ван Лой.

## Ход гонки
Несмотря на прохладную температуру на старте (6 °C), ожидалось что гонка будет более быстрой чем обычно, благодаря солнечному небу и восточному попутному ветру, предсказанными метеорологическими сводками. Из 175 гонщиков, зарегистрированных для участия в гонке, трое не вышли на старт. Гонка началась в 9:50 по местному времени. Старт расположился вдоль берегов канала Навильо Павезе в Милане, и после короткой паузы взмах флага директором гонки Стефано Аллоккио в 10:00 сигнализировал об официальном старте гонки. На первых километрах был сформирован главный прорыв дня, возглавляемый атакующей командой UCI ProTeam Novo Nordisk. В октет вошли Филиппо Тальяни и Маттиа Виель (Androni Giocattoli-Sidermec), Алессандро Тонелли (Bardiani-CSF-Faizanè), Тако ван дер Хорн (Intermarché-Wanty-Gobert Matériaux), Матиас Йёргенсен (велогонщик) (Movistar Team), Андреа Перон и Чарльз Планет (Team Novo Nordisk) и Никола Кончи (Trek-Segafredo). Из этой группы Перон, Плэнет и Тонелли фигурировали в нескольких отрывах в предыдущих заездах. Пелетон позволил им увеличить свое преимущество до максимума почти в восемь минут на первых 30 километрах, прежде чем начать постепенно сокращать разрыв.
Примерно через 50 километров численность оторвавшихся была сокращена вдвое на склонах Капо-Меле и Капо-Черво, поскольку пары гонщиков команд Androni Giocattoli-Sidermec и Novo Nordisk отстали. В преддверии подъема на Кипрессу Тонелли и ван дер Хорн предприняли отдельные атаки, чтобы попытаться продлить своё время впереди, но у подножия подъема оставшиеся отколовшиеся гонщики были нагнаны пелотоном. В этот момент несколько команд начали бороться за место в передней части группы, приближаясь к Поджио, ключевому финальному подъему. На Поджио гренадеры Ineos Grenadiers вышли вперед, а чемпион мира в индивидуальной гонке Филиппо Ганна установил быстрый темп, чтобы отбить любые атаки и сбросить некоторых спринтеров, которые были бы претендентами на победу.
Примерно в километре от вершины Поджио Жюлиан Алафилипп начал атаку, как и в течение предыдущих трёх лет. Ваут ван Арт быстро оторвался, в то время как остальные позади старались догнать его. Это привело к формированию избранной группы из одиннадцати гонщиков, в которую вошли многие из фаворитов. На извилистом техническом спуске их догнали ещё несколько спортсменов. Однако Лоик Влиген (Intermarché-Wanty-Gobert Matériaux) сделал слишком широкий поворот и врезался в защитный барьер на обочине дороги; он остался относительно невредим и мог продолжать ехать. В нижней части спуска Яспер Стёйвен предпринял позднюю атаку, лидируя около 3 километров. Позади было несколько гонщиков, в том числе Том Пидкок и Максимилиан Шахманн, которые попытались погнаться за ним, в то время как остальные члены группы оглядывались и наблюдали друг за другом, так как ни у кого не было товарищей по команде поддержки, и большинство из них пытались сохранить энергию для финиша. Оставалось пройти чуть больше километра, и Сёрен Краг Андерсен (Team DSM) атаковал и преодолел брешь в Стёйвене. На Виа Рома, когда группа обрушилась на ведущий дуэт, Стёйвен выскочил из слипстрима Крага Андерсена. На пределе своих возможностей он был вынужден снова сесть в седло перед линией, но с его разрывом ему удалось удержаться на финише, чтобы одержать свою первую победу. Позади него Калеб Эван выиграл спринт, опередив ван Арта на секунду, и подиум был сформирован. Некоторые ключевые фавориты, такие как Петер Саган, Матье ван дер Пул, Майкл Мэтьюз и Сонни Кольбрелли, вошли в первую десятку финишеров, как и Краг Андерсен, который удержался на девятом месте, в то время как другие фавориты, такие как Матей Мохорич, Маттео Трентин, Грег Ван Авермет, Шахман, Пидкок, Алафилиппе и Михал Квятковский в ведущей группе завершили топ-17.
Остальная часть пелотона до 55-го места финишировала в течение минуты от Стёйвена. Оставшиеся части группы финишировали в течение 19 минут 37 секунд. Три гонщика не финишировали.

## После гонки
В своем интервью после гонки Яспер Стёйвен обсуждал свою стратегию эндшпиля и размышлял о своей победе. Он знал, что если бы гонка свелась к прямому спринту, было бы много более быстрых гонщиков, которые победили бы его, поэтому он «инстинктивно решил атаковать, отбросив осторожность на ветер, но зная, что большая тройка может просто наблюдать друг за другом и спринтерами в группе, как Калеб Эван, позволяя ему держаться подальше». О своей победе в андердоге и расстраивании трех главных фаворитов Стёйвен заметил: «Эти трое — самые сильные гонщики в мире практически во всех видах гонок, но сегодня я показал, что если вы верите в это, вы можете достичь великих вещей … Никто не непобедим». После того, как в 2018 году он финишировал вторым после Винченцо Нибали в аналогичных обстоятельствах, Калеб Эван выразил легкое разочарование тем, что на этот раз он оказался слишком медленным. Он отметил, что специально нацелился на эту гонку и много тренировался на Поджио, чтобы быть в состоянии идти в ногу с атаками, чтобы быть там в конце, чтобы бороться за победу. Его тренировочные усилия поначалу, казалось, окупились, так как Эван был рядом с лидерами всё время поднимаясь по Поджио и мог спокойно следить за атаками ван Арта и Алафилиппа. Однако, говоря о колебаниях в группе после нападения Стёйвена, он заметил, что «было бы неплохо иметь там одного парня, чтобы держать их вместе, потому что я знаю, что если эта группа вместе, то обычно я самый быстрый парень там», но так как «никто не хотел буксировать их [Алафилиппа, ван Арта и ван дер Пула] к линии … мы слишком долго ждали».
Чувства Эвана разделяли Ваут ван Арт и Матье ван дер Пул, но действующий чемпион, казалось, был менее разочарован своим результатом. В своих интервью после гонки оба гонщика признались, что они приняли некоторые неверные решения, играя неправильно и не будучи достаточно агрессивными. Как и Эван, оба гонщика были бы главными претендентами на спринт, поэтому, когда у них не было товарищей по команде, чтобы преследовать Стёйвена в финале, они решили осмотреться и сохранить свою энергию. Когда его спросили о его атаке на Поджио, ван Арт признался, что не ожидал, что столько будет столько поддержавших отрыв. В случае с ван дер Пулем, хотя он и находился в задней части пелотона на Поджио, он был в состоянии идти в отрыв с ускорениями. Однако он оказался слишком далеко позади, чтобы отреагировать, когда Стёйвен ушёл вперёд, отметив, что «Яспер выбрал правильный момент и был достаточно силен, чтобы удержать его до финиша. Это делает его сегодня заслуженным победителем».
У Жюлиана Алафилиппа и Питера Сагана были смешанные чувства по поводу их выступлений. Соруководитель Сэм Беннетт не чувствовал себя на острие, поэтому Алафилипп стал лучшим шансом его команды на победу. Третий год подряд он атаковал Поджио, но на этот раз его усилия не были столь же эффективными, как в прошлые годы. Алафилипп заметил, что группа была так растянута на спуске, что он был слишком далеко, чтобы увидеть или отреагировать на волну Стёйвена. В результате он пошёл ва-банк на спринт, стартовав с 200 метров, но «со всеми этими быстрыми парнями там [он] не мог сделать намного больше.» В конце концов он опустился на 16-е место, хотя и без сожалений, добавив, что «Я, очевидно, пытался выиграть, но это не каждый раз получается». Со своей стороны, Саган охарактеризовал своё выступление как «горько-сладкое», уточнив, что он был доволен тем, что «чувствует себя лучше и [его] форма [постепенно улучшается», но он сожалел, что «упустил шанс одержать победу».
Помимо Стёйвена, одним из гонщиков, который был сравнительно доволен своим результатом, был 21-летний Том Пидкок. Вступая в гонку, он был вторым в иерархии гренадеров Ineos после Михаила Квятковского, но его статус неопрофи означал, что он, как правило, рассматривался как более тёмный соперник с меньшим давлением, чтобы получить результат. Несмотря на то, что его подготовка была немного затруднена из-за сухожилия колена, Пидкок отметил, что он чувствовал себя действительно хорошо в своей первой элитной гонке, даже начав атаку на спуске Поджио. Закончив с ведущей группой, Пидкок заметил, что «[он] на самом деле не должен был быть там в финале», и хотя ни он, ни Квятковский не попали в первую десятку, он всё равно остался удовлетворённым.

## Результаты
| \| Генеральная классификация \| Генеральная классификация \| Генеральная классификация \| Генеральная классификация \| Генеральная классификация \| \| Гонщик \| Гонщик \| Команда \| Время \| \| \| ------------------------- \| ------------------------- \| ------------------------- \| ------------------------- \| ------------------------- \| \| 1-й \| Яспер Стёйвен \| Trek-Segafredo \| 6ч 38' 06 \| \| \| 2-й \| Калеб Юэн \| Lotto-Soudal \| + 0 \| \| \| 3-й \| Ваут Ван Арт \| Jumbo-Visma \| + 0 \| \| \| 4-й \| Петер Саган \| Bora-Hansgrohe \| + 0 \| \| \| 5-й \| Матье Ван дер Пул \| Alpecin-Fenix \| + 0 \| \| \| 6-й \| Майкл Мэттьюс \| Team BikeExchange \| + 0 \| \| \| 7-й \| Алекс Аранбуру \| Astana-Premier Tech \| + 0 \| \| \| 8-й \| Сонни Кольбрелли \| Bahrain Victorious \| + 0 \| \| \| 9-й \| Сёрен Краг Андерсен \| Team DSM \| + 0 \| \| \| 10-й \| Антони Тюржис \| Total Direct Énergie \| + 0 \| \| \| 11-й \| Матей Мохорич \| Bahrain Victorious \| + 0 \| \| \| 12-й \| Маттео Трентин \| UAE Team Emirates \| + 0 \| \| \| 13-й \| Грег Ван Авермат \| AG2R Citroën Team \| + 0 \| \| \| 14-й \| Максимилиан Шахман \| Bora-Hansgrohe \| + 0 \| \| \| 15-й \| Том Пидкок \| Ineos Grenadiers \| + 0 \| \| \| 16-й \| Жюлиан Алафилипп \| Deceuninck-Quick Step \| + 0 \| \| \| 17-й \| Михал Квятковский \| Ineos Grenadiers \| + 0 \| \| \| 18-й \| Джакомо Ниццоло \| Qhubeka Assos \| + 6 \| \| \| 19-й \| Насер Буханни \| Arkéa-Samsic \| + 6 \| \| \| 20-й \| Паскаль Аккерман \| Bora-Hansgrohe \| + 6 \| \| |                     |                       |           |
| |                     |                       |           |
| Источник: ProCyclingStats |                     |                       |           |
| Генеральная классификация |                     |                       |           |
| Гонщик | Гонщик              | Команда               | Время     |
| 1-й | Яспер Стёйвен       | Trek-Segafredo        | 6ч 38' 06 |
| 2-й | Калеб Юэн           | Lotto-Soudal          | + 0       |
| 3-й | Ваут Ван Арт        | Jumbo-Visma           | + 0       |
| 4-й | Петер Саган         | Bora-Hansgrohe        | + 0       |
| 5-й | Матье Ван дер Пул   | Alpecin-Fenix         | + 0       |
| 6-й | Майкл Мэттьюс       | Team BikeExchange     | + 0       |
| 7-й | Алекс Аранбуру      | Astana-Premier Tech   | + 0       |
| 8-й | Сонни Кольбрелли    | Bahrain Victorious    | + 0       |
| 9-й | Сёрен Краг Андерсен | Team DSM              | + 0       |
| 10-й | Антони Тюржис       | Total Direct Énergie  | + 0       |
| 11-й | Матей Мохорич       | Bahrain Victorious    | + 0       |
| 12-й | Маттео Трентин      | UAE Team Emirates     | + 0       |
| 13-й | Грег Ван Авермат    | AG2R Citroën Team     | + 0       |
| 14-й | Максимилиан Шахман  | Bora-Hansgrohe        | + 0       |
| 15-й | Том Пидкок          | Ineos Grenadiers      | + 0       |
| 16-й | Жюлиан Алафилипп    | Deceuninck-Quick Step | + 0       |
| 17-й | Михал Квятковский   | Ineos Grenadiers      | + 0       |
| 18-й | Джакомо Ниццоло     | Qhubeka Assos         | + 6       |
| 19-й | Насер Буханни       | Arkéa-Samsic          | + 6       |
| 20-й | Паскаль Аккерман    | Bora-Hansgrohe        | + 6       |